# Poljubinj
Poljubinj este o localitate din comuna Tolmin, Slovenia, cu o populație de 424 de locuitori.